# Sassnitz (stacja kolejowa)
Sassnitz – stacja kolejowa w Sassnitz w powiecie Pomorze Przednie-Rugia, w landzie Meklemburgia-Pomorze Przednie w Niemczech. Jest to najbardziej wysunięta stacja kolejowa na wyspie Rugia. Znajduje się na linii kolejowej Stralsund – Sassnitz. Stacja obsługuje głównie ruch lokalny.
Linia z Bergen została oddana do użytku w r. 1891. Położony w północnej części miasta dworzec został zaplanowany i wykonany jako czołowy. 

## Obsługa pasażerów
Kasy biletowe sprzedające bilety wewnętrzne i zagraniczne. 